# Rue Alexandre-Parodi
Pour les articles homonymes, voir Parodi.
La rue Alexandre-Parodi est une voie du 10e arrondissement de Paris, en France.

## Situation et accès
La rue Alexandre-Parodi est une voie publique située dans le 10e arrondissement de Paris. Elle débute au 167, quai de Valmy et se termine au 222, rue du Faubourg-Saint-Martin.

## Origine du nom

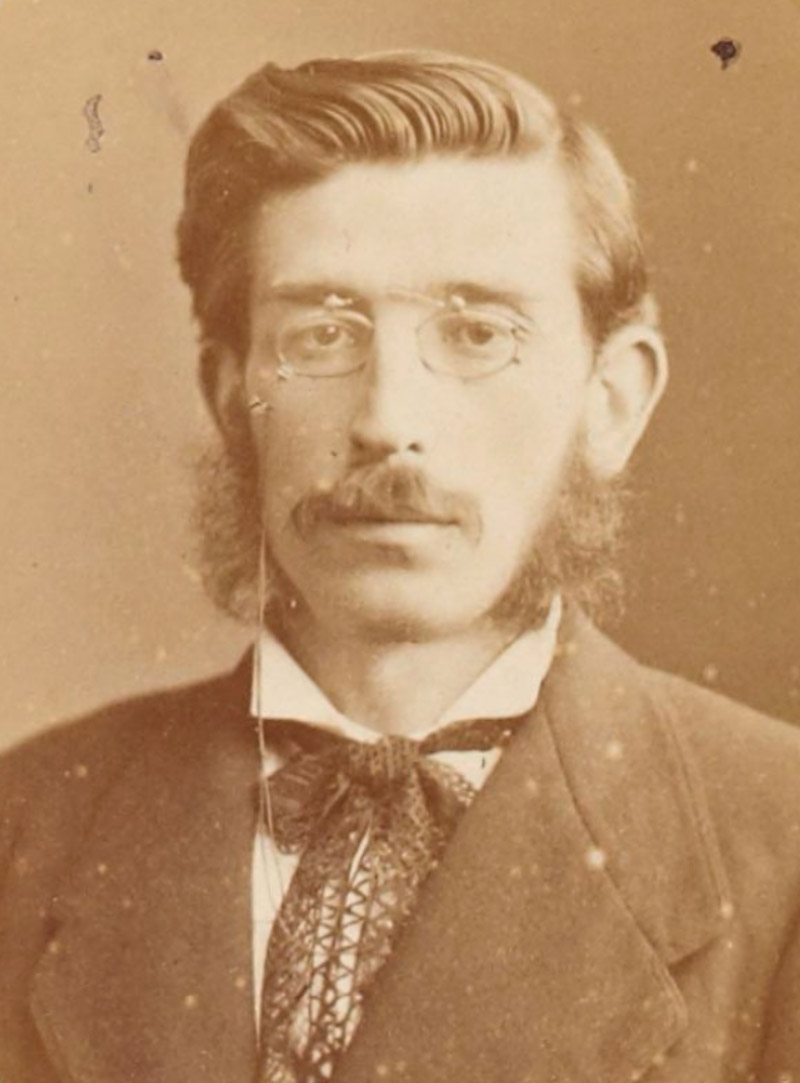
Dominique-Alexandre Parodi.

Cette rue évoque la mémoire du poète et dramaturge Alexandre Parodi (1840-1901).

## Historique
Une ordonnance royale du 1er mars 1826 porte ce qui suit :

« Article 1er : MM. Alexandre Delessert et Paravey sont autorisés à ouvrir sur leurs terrains une rue de 13 mètres de largeur, pour communiquer du quai du canal Saint-Martin à la rue du Faubourg-Saint-Martin.

Article 2 : cette autorisation est accordée à la charge par les impétrants :
- 1° de border la rue nouvelle de trottoirs en pierre dure d'une largeur qui sera déterminée par l'administration ;
- 2° de supporter les frais du premier établissement du pavage et de l'éclairage, etc. »

Cette ordonnance reçut immédiatement son exécution, et la rue nouvelle fut appelée « rue du Canal-Saint-Martin », en raison de sa proximité du canal Saint-Martin.
Elle prend sa dénomination actuelle par arrêté en date du 11 mai 1904.

## Bâtiments remarquables et lieux de mémoire
- No 9 : le 30 janvier 1918, durant la Première Guerre mondiale, le no 9 rue Alexandre-Parodi est touché lors d'un raid effectué par des avions allemands[2].
- No 19 : on trouvait à cet endroit, dans les années 2000, une plaque commémorative fantaisiste : « Ronald JUDD / Célibataire / A VECU DANS CET IMMEUBLE / DE 1969 A 1996 »[3],[4].